# Ragoût de boulettes
 (décembre 2016).
Si vous disposez d'ouvrages ou d'articles de référence ou si vous connaissez des sites web de qualité traitant du thème abordé ici, merci de compléter l'article en donnant les références utiles à sa vérifiabilité et en les liant à la section « Notes et références ».

Le ragoût de boulettes est un plat fermement ancré dans la cuisine traditionnelle québécoise,.
Ce mets nécessite viande, chapelure, œufs, moutarde et diverses épices.